# Hoya leucorhoda
Hoya leucorhoda är en oleanderväxtart som beskrevs av Rudolf Schlechter. Hoya leucorhoda ingår i släktet Hoya och familjen oleanderväxter. Inga underarter finns listade i Catalogue of Life.